# Су Тун
Су Тун (кит. упр. 苏童, настоящее время — Су Чжунгуй) — китайский писатель-прозаик. Один из самых известных китайских писателей второй половины XX века.
Су Тун родился 23 января 1963 года в Сучжоу, провинция Цзянсу. В 1980 году поступил в Пекинский педагогический университет. В литературу пришёл в 1983 году. С 1986 года работает в должности редактора литературного журнала «Чжун шань» в Нанкине.
Су Тун автор пяти романов, 14 сборников повестей и рассказов. Из них широко известны романы «Рис» и «Последний император», повести «Жёны и наложницы», «Румяна», «Побег 1934 года», «Семья с маковых полей» и «Завершение церемонии».
Ранние повести и рассказы Су Туна за смелые эксперименты в области языка и композиции были причислены к направлению авангардного романа. В начале 1990-х стиль писателя меняется: он пишет ностальгические истории семейных кланов в старом Китае, серию повестей о судьбах женщин, исторические произведения.
Произведения Су Туна издавались в КНР, Тайване, США, Франции, Италии и других странах. Многие его произведения были экранизированы. Самой известной экранизацией является картина «Зажги красный фонарь» режиссёра Чжан Имоу, поставленная на основе повести «Жёны и наложницы».
В 2009 году получил премию Man Asian Literary Prize. В 2011 году был номинирован на Международную Букеровскую премию.

## Переводы на русский язык
- Последний император (роман) / Пер. И. Егорова, Издательство АСТ, Астрель-СПб, 2008. ISBN 978-5-17-050484-8
- Луна на дне колодца (повесть) / Пер. И. Егорова, Издательский дом Леонардо, 2011. ISBN 978-5-91962-006-8
- Жёны и наложницы[англ.] (повесть) / Пер. Н. Захаровой // Китайские метаморфозы: современная китайская художественная проза и эссеистика. М., 2007.
- Два повара / Пер. Н. Спешнева // Месяц туманов. Антология современной китайской прозы. СПб.: Издательство «Триада», 2007.